# Jean-Jacques-François Drouin
Pour les personnes ayant le même patronyme, voir Drouin.
Jean-Jacques-François Drouin (Paris, 1er octobre 1716 - Paris, 11 avril 1790) est un acteur français.

## Biographie
Il débute, encore enfant, à la Foire Saint-Laurent de 1731 puis part jouer en province avec la troupe de Dugazon et avec celle de Ribon. Le 26 février 1738, il épouse à Bruxelles la comédienne Charlotte Berger, puis joue à Lille l'année suivante. Il est ensuite signalé à Nantes, où il publie Les Vaudevilles du spectacle lugubre, puis à Bordeaux.
Revenu à Paris, il donne à la Foire Saint-Laurent de 1742 La Meunière de qualité, débute à la Comédie-Française le 20 mai 1744 dans Amour pour amour de La Chaussée et prend sa retraite en 1755.
Beau-frère de Préville, il avait épousé en secondes noces en 1750 la comédienne Françoise Gaultier.

## Rôles
- 1744 : Amour pour amour de Pierre-Claude Nivelle de La Chaussée, Comédie-Française
- 1752 : Bérénice de Jean Racine, Comédie-Française : Antiochus